# Palazzina Indiano
La Palazzina Indiano (a volte chiamata anche Palazzina dell'Indiano o Palazzina ex Indiano) è un edificio storico in pietra che si trova a valle, nella zona ovest del parco delle Cascine di Firenze.

## Storia e descrizione
Fu costruita nel 1872 come caffè pubblico in prossimità della confluenza tra l'Arno e il Mugnone e vicino al ponte pedonale che attraversa quest'ultimo.